# Les Grangettes
Les Grangettes – miejscowość i gmina we Francji, w regionie Burgundia-Franche-Comté, w departamencie Doubs.
Według danych na rok 1990 gminę zamieszkiwało 169 osób, a gęstość zaludnienia wynosiła 31 osób/km² (wśród 1786 gmin Franche-Comté Les Grangettes plasuje się na 575. miejscu pod względem liczby ludności, natomiast pod względem powierzchni na miejscu 770.).